# Lindsaeaceae
Die Lindsaeaceae sind eine Pflanzenfamilie der Echten Farne (Polypodiopsida).

## Beschreibung

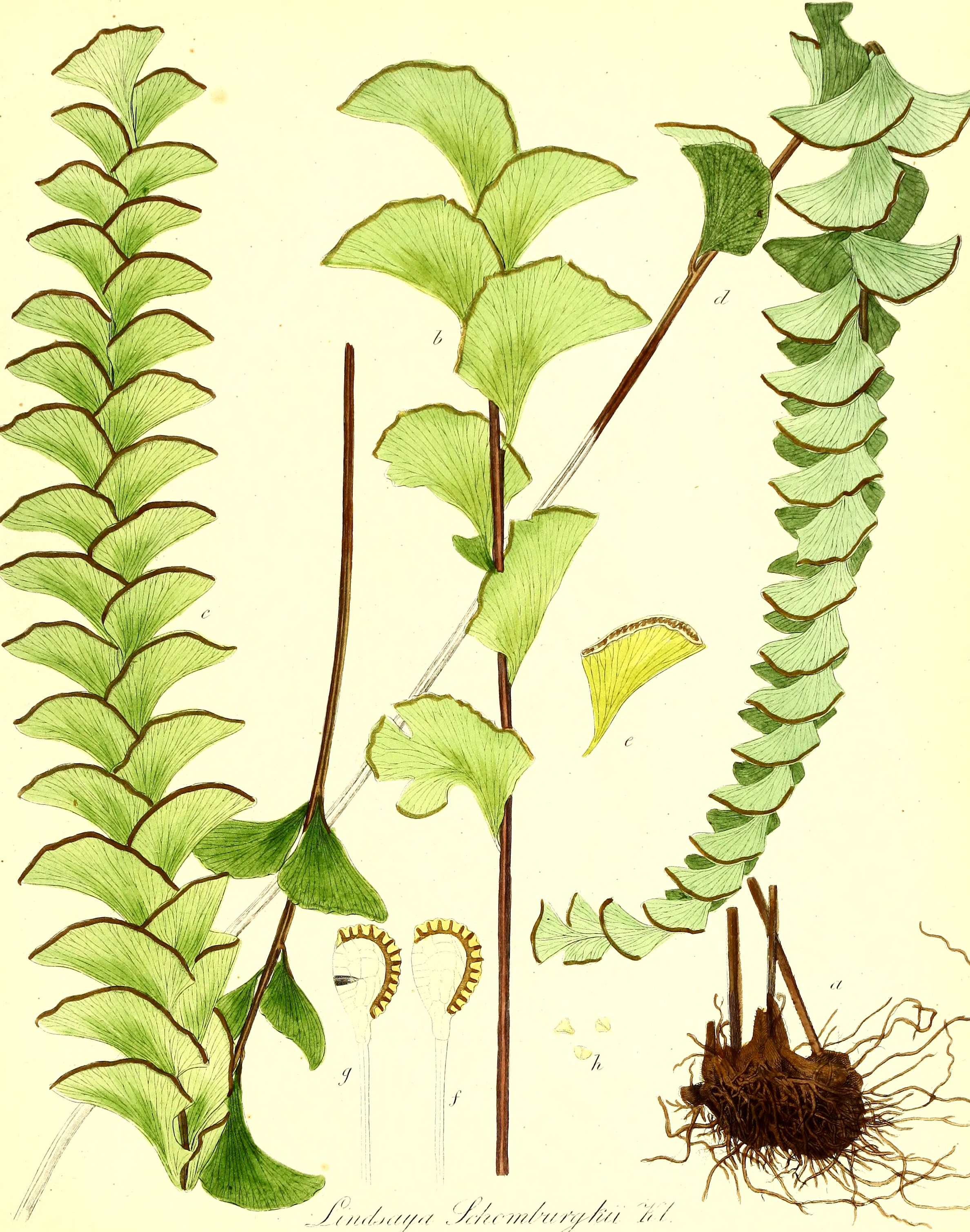
Illustration aus Die Farrnkräuter in kolorirten Abbildungen naturgetreu Erläutert und Beschrieben, 1848 von Lindsaea schomburgkii

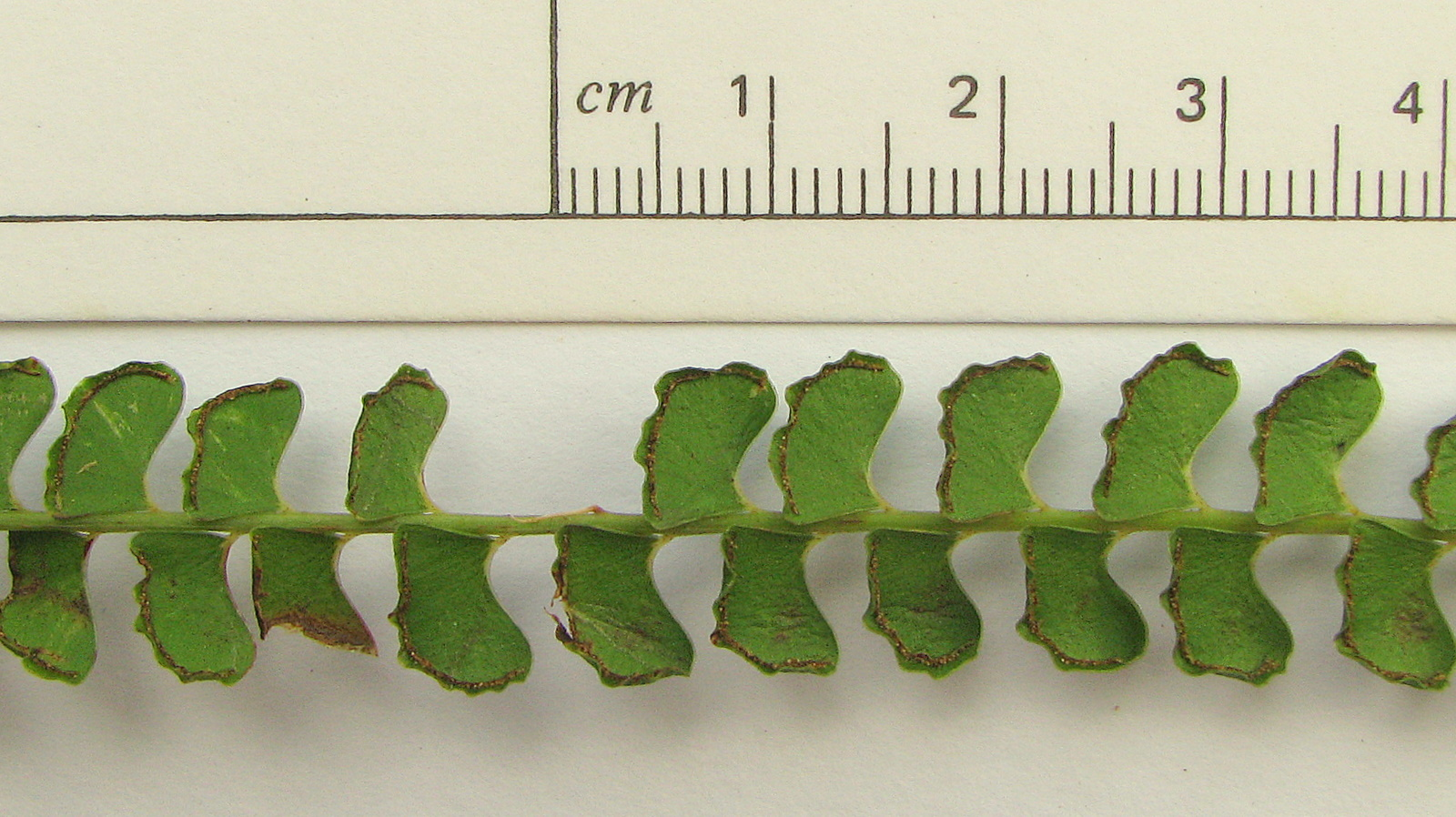
Blattwedel von Lindsaea stricta

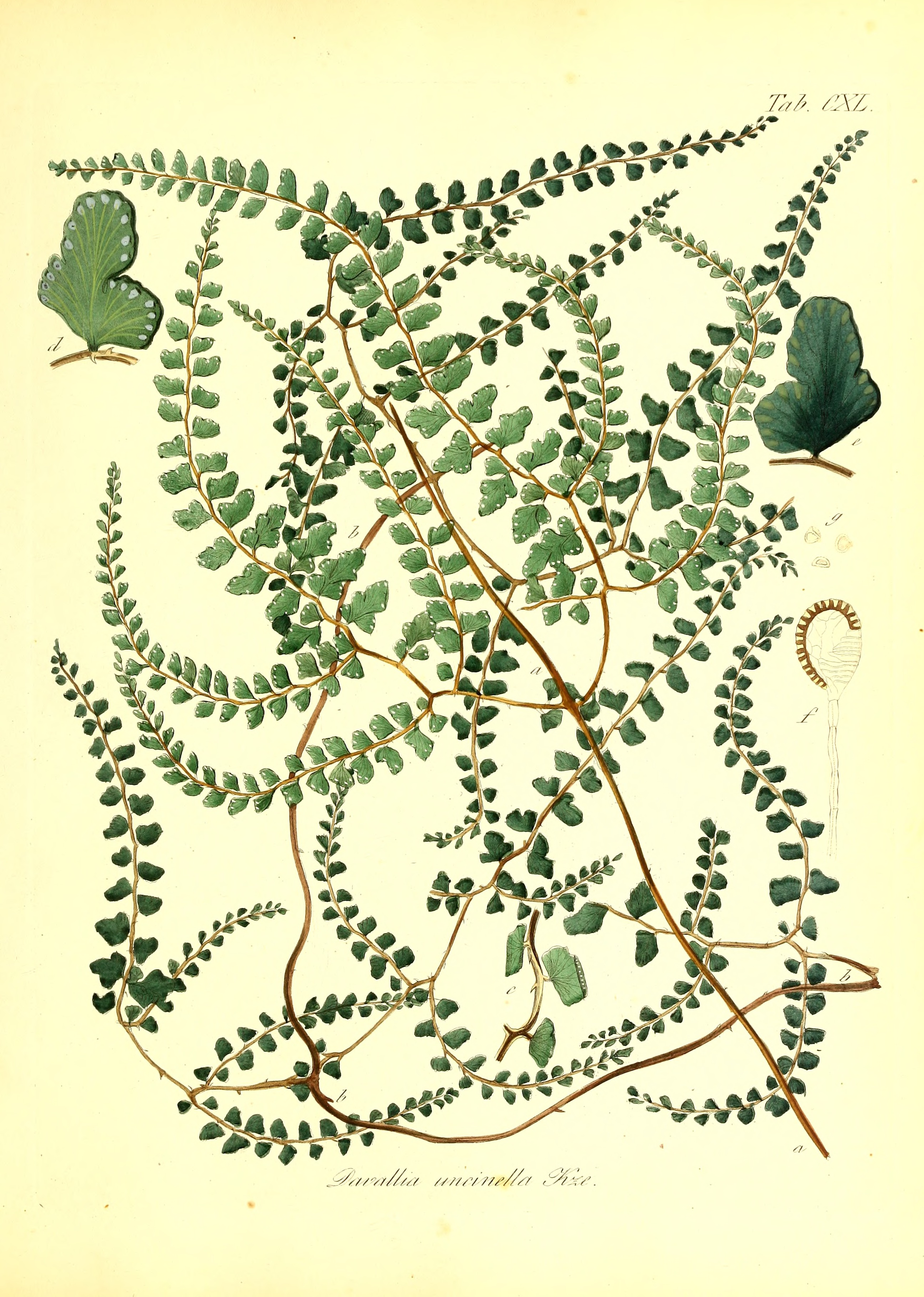
Illustration aus Die Farrnkräuter in kolorirten Abbildungen naturgetreu Erläutert und Beschrieben, 1848 von Odontosoria scandens

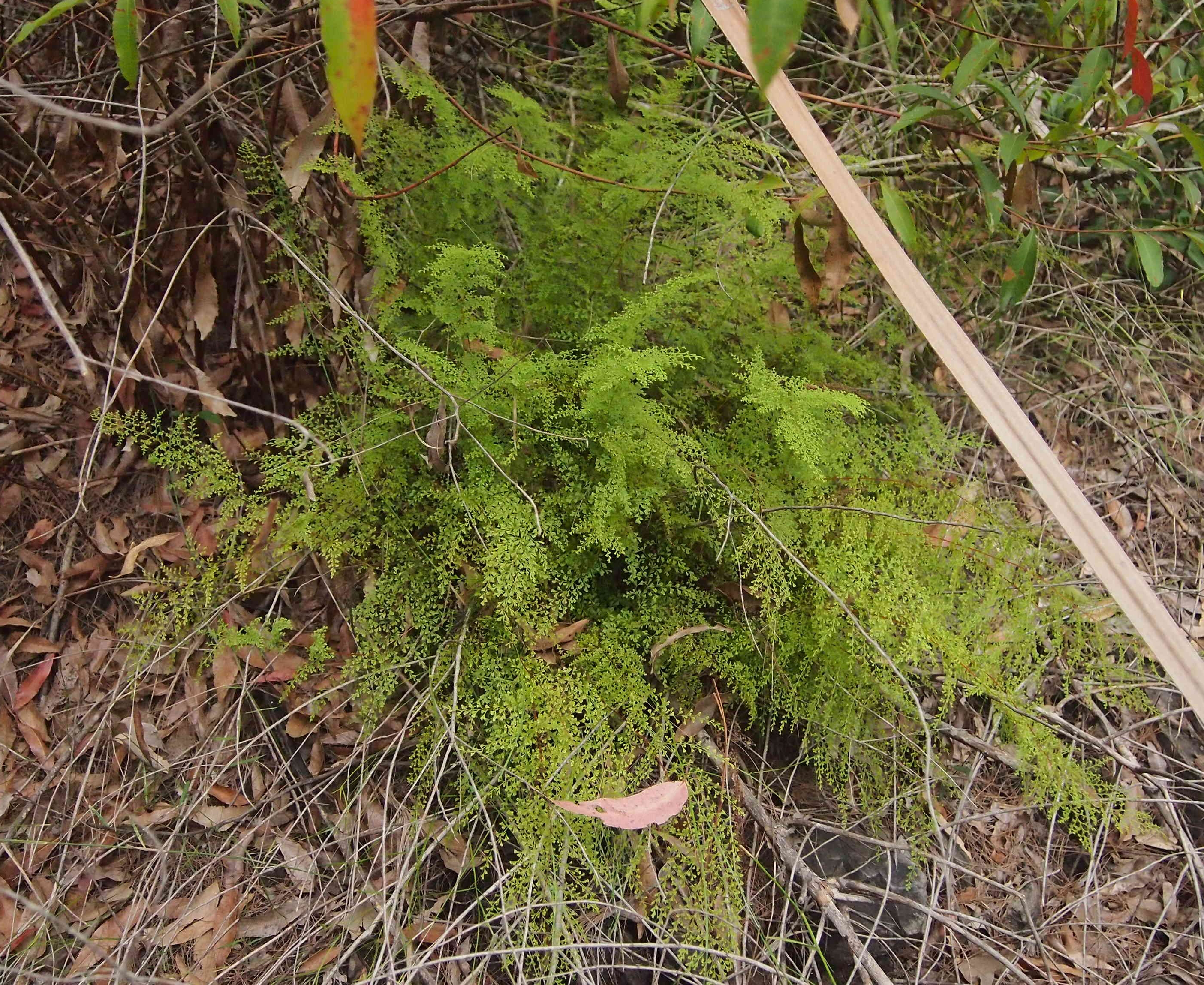
Lindsaea microphylla

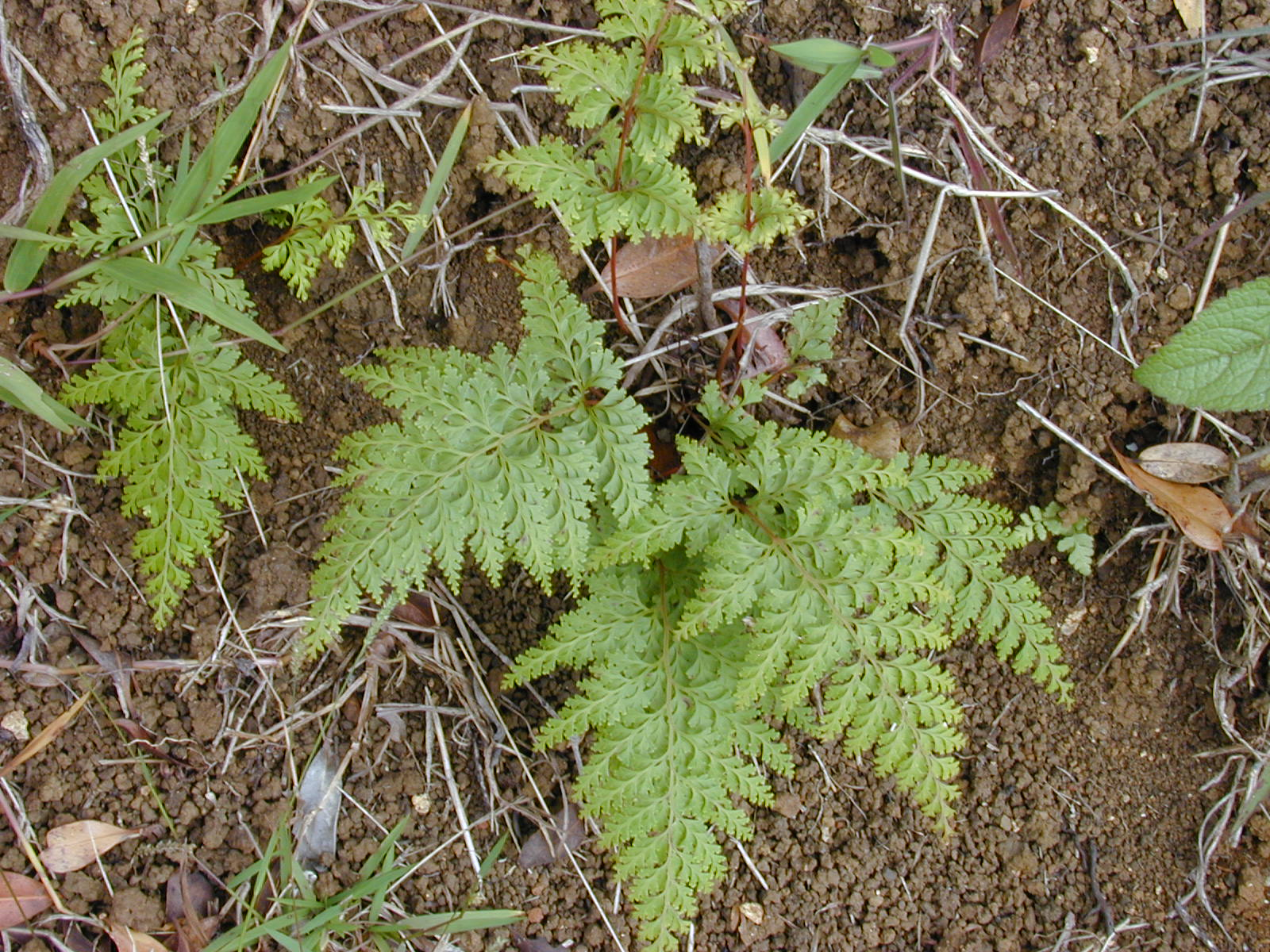
Sphenomeris chinensis

Die Arten wachsen als ausdauernde krautige Pflanzen. Die Wurzeln besitzen eine sklerenchymatische äußere Rinde und eine innen liegende Rindenschicht von sechs Zellen Dicke (nicht bei Lonchitis und Cystodium, die zu verwandten Familien gehören). Die Rhizome sind kurz bis lang kriechend, protostelisch mit internem Phloem, bei einigen wenigen Taxa auch eine Solenostele. An den Rhizomen sitzen schmale, Schuppen mit Haaren. Die Blattspreiten sind ein- bis dreifach gefiedert, selten auch öfter, meist kahl. Die Blattnerven endigen frei, verzweigen sich gabelig, selten anastomosierend.
Die Sori stehen am oder nahe dem Blattrand (marginal oder submarginal). Das Indusium öffnet sich zum Blattrand hin (extrors), manchmal ist es auch an den Seiten angeheftet. Die Sporen sind tetraedrisch und trilet (haben eine dreistrahlige Narbe), selten sind sie bilateral und monolet (einfache Narbe).
Der Gametophyt ist grün und herzförmig.
Die Chromosomengrundzahl beträgt x = 34, 38, 39, 44, 47, 48, 49, 50 oder 51.

## Systematik und botanische Geschichte

### Taxonomie
Die Familie Lindsaeaceae wurde 1848 durch Karel Bořivoj Presl in Moritz Richard Schomburgk: Reisen in Britisch-Guiana, 3, S, 883, 1048. aufgestellt. Typusgattung ist Lindsaea Dryand. ex Sm. Der Gattungsname Lindsaea ehrt den jamaikanischen Botaniker John Lindsay (? – 1803).

### Botanische Geschichte
Die Verwandtschaftsgruppe um die Familie Lindsaeaceae wird kontrovers diskutiert:
Bei Smith et al. 2006 wird noch vermutet, dass die Familie Lindsaeaceae s. l. einen weiten Umfang hätte und die Arten der Familien Cystodiaceae und Lonchitidaceae enthalten würde.
Von manchen Autoren hier eingeordnet, aber bei anderen Autoren in eigenständige Familien gestellt:
Die Familie Cystodiaceae J.R.Croft enthält nur eine Gattung:
- Cystodium J.Sm. (Syn.: Cystodiopteris Rauschert): Es gibt nur eine Art mit zwei Unterarten:[1]
  - Cystodium sorbifolium (Sm.) J.Sm.: Sie kommt in Malesien vor.[1]

Die Familie Lonchitidaceae C.Presl ex M.R.Schomb. enthält nur eine Gattung:
- Lonchitis L.: Die etwa nur zwei Arten sind in der Neotropis, in Afrika und in Madagaskar verbreitet.[1]

### Gattungen der Lindsaeaceae s.str. und ihre Verbreitung
Der Umfang der Gattung Lindsaea wird diskutiert, einige Autoren stellen die afrikanischen Arten in die Gattung Odontosoria.
Die Familie Lindsaeaceae s. str. enthält 2022 sechs bis acht Gattungen mit zusammen etwa 250 Arten:
- Lindsaea Dryand. ex Sm. (Syn.: Davalliastrum E.Fourn., Guerinia J.Sm., Humblotiella Tardieu, Hymenolomia Gaudich., Isoloma J.Sm., Lindsaenium Fée, Odontoloma J.Sm. non Kunth, Ormoloma Maxon, Paralindsaya Keyserl.,Pericoptis Wall., Sambirania Tardieu, Schizolegnia Alston, Synaphlebium J.Sm.): Die je nach Autor 80 bis 181 Arten sowie 2 Naturhybriden sind in den Tropen verbreitet. Die meisten Arten (etwa 45) kommen in der Neotropis vor. Einige Arten kommen von Asien über Malesien bis nach Australien vor. Wenige Arten kommen in Afrika, Madagaskar und auf pazifischen Inseln vor.[1]
- Nesolindsaea Lehtonen & Christenh.: Sie wurde 2010 aufgestellt. Von den nur zwei Arten kommt eine nur auf den Seychellen vor und die andere ist im tropischen Asien und auf den Maskarenen verbreitet.[1]
- Osmolindsaea (K.U.Kramer) Lehtonen & Christenh. (Syn.: Lindsaea sect. Osmolindsaea K.U.Kramer): Den Rang einer Gattung hat sie seit 2010. Von den etwa sieben Arten und eine Naturhybride kommen sechs im tropischen Asien, Ostasien sowie Malesien und eine in Madagaskar vor.[1]
- Odontosoria (C.Presl) Fée (Syn.: Stenoloma Fée, Odontosoria (C.Presl) J.Sm., Davallia subgen. Odontosoria C.Presl, Lindsayopsis Kuhn): Die etwa 35 Arten sind pantropisch verbreitet.[1]
- Sphenomeris Maxon nom. cons.: Die etwa drei Arten kommen in der Neotropis im mexikanischen Bundesstaat Chiapas, auf karibischen Inseln und in Kolumbien vor.[1]
- Tapeinidium (C.Presl) C.Chr. (Syn.: Microlepia subgen. Tapeinidium C.Presl, Wibelia Fée, Protolindsaya Copel.): Die etwa 19 Arten kommen von Südostasien über Malesien bis zu pazifischen Inseln vor.[1]
- Xyropteris K.U.Kramer: Es gibt nur eine Art:[1]
  - Xyropteris stortii (Alderw.) K.U.Kramer: Sie kommt auf Sumatra und in Kalimantan vor.[1]